# スペンサー・キャヴェンディッシュ (第8代デヴォンシャー公爵)
第8代デヴォンシャー公爵スペンサー・キャヴェンディッシュ（英: Spencer Cavendish, 8th Duke of Devonshire, KG,  GCVO, PC, PC (Ire), 1833年7月23日 - 1908年3月24日）は、イギリスの政治家、貴族。
ヴィクトリア朝期の自由党政権で閣僚職を歴任し、1875年から1880年にかけては一時的に引退したウィリアム・グラッドストンに代わって自由党党首を務めた。1886年にグラッドストン首相のアイルランド自治の方針に反対して自由党を離党し、ジョゼフ・チェンバレンとともに自由統一党を結成し、その党首となる。同党は後に保守党と連立した。保守党政権下でも閣僚職を歴任した。
1834年から1858年まではキャヴェンディッシュ卿（Lord Cavendish）、1858年から1891年まではハーティントン侯爵（Marquess of Hartington）の儀礼称号を使用した。

## 概要
第7代デヴォンシャー公爵ウィリアム・キャヴェンディッシュの息子として生まれた。ケンブリッジ大学トリニティ・カレッジを卒業した（→生い立ち）。
1857年の総選挙でホイッグ党（後の自由党）所属の庶民院議員に当選。第二次パーマストン子爵内閣に海軍本部第一卿、第二次ラッセル伯爵内閣に戦争大臣、第一次グラッドストン内閣に郵政大臣・アイルランド担当大臣として入閣（→若手自由党議員時代）。
1875年1月に自由党党首職を辞したグラッドストンに代わって自由党党首となるが、グラッドストンが引き続き大きな影響力を発揮し、1880年に自由党が政権奪還した際には彼ではなくグラッドストンが首相に返り咲いた（→自由党党首として）。第二次グラッドストン内閣ではインド担当大臣、のち陸軍大臣として入閣した。党内ではホイッグ派の領袖としてジョゼフ・チェンバレンら新急進派と対立を深める。政府内では帝国主義派として行動し、エジプトのウラービー革命に対しては当初から武力鎮圧を主張し、スーダンのマフディーの反乱では包囲されたチャールズ・ゴードン少将の救助のため遠征軍の派遣を積極的に主張した。これらは受け入れられたが、海軍増強の訴えはグラッドストンによって退けられた（→第二次グラッドストン内閣において）。
第二次グラッドストン内閣の退任後、アイルランド自治を目指すようになった党首グラッドストンと対立を深め、1886年の第三次グラッドストン内閣には入閣を拒否した。グラッドストンがアイルランド自治法案を提出すると、同じくアイルランド自治に反対して下野したチェンバレンとともに自由党内アイルランド自治反対派を糾合して自由統一党を結成した（→自由統一党の結成）。
1886年成立の保守党政権、第二次ソールズベリー侯爵内閣に対しては閣外協力の立場に留めたが、1895年成立の第三次ソールズベリー侯爵内閣では保守党と自由統一党の連立政権を組み、彼もイギリス枢密院議長として入閣した。アーサー・バルフォア内閣時の1903年にチェンバレンの関税改革案をめぐって政府が分裂した際に自由貿易派としてチェンバレンの方針に反対し、バルフォアの慰留を振り切って閣僚職を辞した（→保守党政権下で）。1908年に死去した（→晩年・死去）。
温厚な人柄で人望があったため、その影響力は大きく、政府から常に重用された（→人物）。妻はルイーザ。1891年にデヴォンシャー公爵位を継承していたが、子供がなかったため、爵位と家督は甥のヴィクターが継承した。

## 生涯

### 生い立ち
1833年7月23日にロンドンで生まれる。父は後に第7代デヴォンシャー公爵となる第2代バーリントン伯爵ウィリアム・キャヴェンディッシュ。母はその夫人で、第6代カーライル伯爵ジョージ・ハワードの娘であるブランシェ（Blanche）。
スペンサーは夫妻の次男であり、長兄にウィリアムがいたが、この兄は1834年に夭折したため、以降はスペンサーがバーリントン伯爵家の嫡男となり、キャヴェンディッシュ卿の儀礼称号を得た。のちに弟としてフレデリック・キャヴェンディッシュとエドワード・キャヴェンディッシュが生まれる。
父ウィリアムは第4代デヴォンシャー公爵ウィリアムの三男、初代バーリントン伯爵ジョージの孫にあたる。この関係から後にデヴォンシャー公爵位を継ぐことになる。
1850年にケンブリッジ大学トリニティ・カレッジに入学し、1854年にマスター・オブ・アーツの学位を取得する。また後年に彼はオックスフォード大学から法学博士号と民事法学博士号を取得し、マンチェスター大学やエジンバラ大学の学長を務めている。

### 若手自由党議員時代

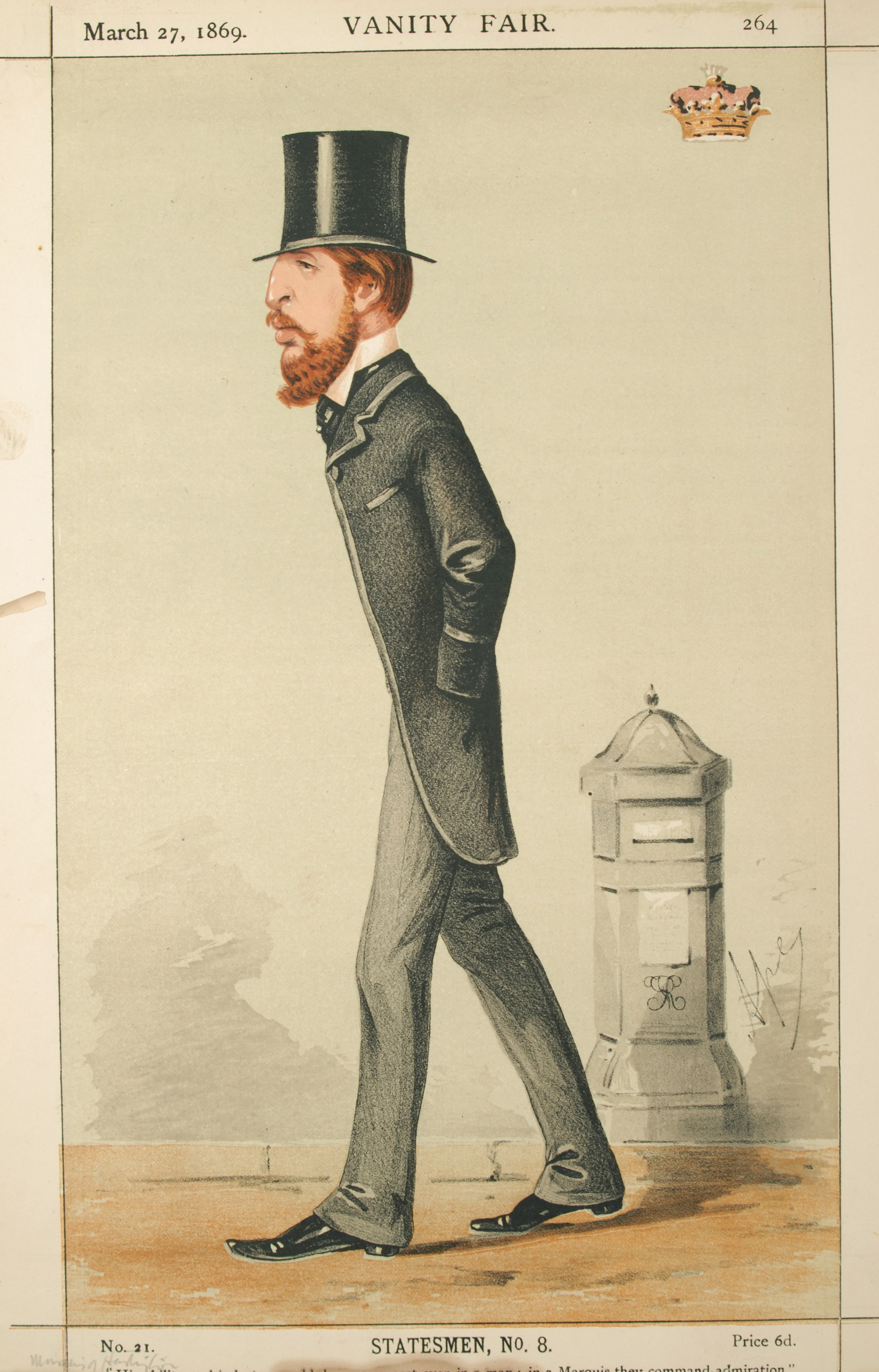
ハーティントン侯爵の戯画（1869年3月27日『バニティ・フェア』誌）

1857年3月の解散総選挙でノース・ランカシャー選挙区からホイッグ党（自由党）の候補として出馬し、庶民院議員に初当選した。キャヴェンデイッシュ家はラッセル家（ベッドフォード公）と並ぶホイッグ党の名門貴族であった。そのためか、議会での処女演説もあくびをかみ殺すほどの余裕ぶりであったという。
1858年に本家筋の第6代デヴォンシャー公爵ウィリアムが子供なく死去したため、父が第7代デヴォンシャー公爵位を継承した。それに伴い、キャヴェンディッシュ卿もその嫡男の儀礼称号「ハーティントン侯爵」を使用するようになった。
第二次パーマストン子爵内閣で海軍本部第一卿を務め、続く第二次ラッセル伯爵内閣では戦争大臣として入閣した。第一次グラッドストン内閣では郵政大臣やアイルランド担当大臣を務めた。

### 自由党党首として
1874年2月に行われた解散総選挙に敗れたグラッドストン自由党政権は、総辞職した。政界引退を決意していたグラッドストンは1875年1月にも自由党党首・ 自由党庶民院院内総務職をハーティントン侯に譲った。
しかしその後もグラッドストンは党に大きな影響力を及ぼし続け、バルカン半島でキリスト教徒虐殺を行うトルコへの反対運動を主導した。ハーティントン侯は反トルコ運動に消極的であったものの、グラッドストンには忠実に行動し、全自由党議員にグラッドストンが提出したトルコ批判決議に賛成票を投じさせた（保守党が多数派なので否決されている）。
しかしハーティントン侯もこうした状況に満足してるわけではなく、自由党貴族院院内総務グランヴィル伯爵に宛てて書いた手紙の中で「ミスターGは我々に従属を期待することはできないはずです。しかし我々がそれに甘んじないと、党の一部分が彼に従い、党が分裂することは目に見えているのです。」「彼は自分が党首ではないと言ってるだけで党首たることを止めないのです。昨秋以来、彼がやっているように、彼が指導するなら彼が党首なのです。そして彼が要求しない唯一の物は党指導権に当然伴うはずの責任だけです」と不満を露わにしている。
1880年3月から4月にかけて行われた総選挙に自由党が勝利したことで自由党政権が誕生する見込みとなった。一般にこの総選挙の勝利はグラッドストンの「ミッドロージアン・キャンペーン」の成果と評価されていたため、グラッドストンへの大命降下が期待されていたが、グラッドストンを嫌うヴィクトリア女王は4月22日にハーティントン侯を召集して彼に組閣の大命を与えた。これに対してハーティントン侯は「グラッドストンなしに政府を成立させることはできない」と奉答したが、女王からはグラッドストンの意図を探るとともに女王が大命を与えることを拒否していることをグラッドストンに伝えるよう命じられた。ハーティントン侯はグランヴィル伯とも相談の上、女王が拒否している件はグラッドストンに伝えず、自分の内閣に入閣する意思があるかどうかだけ聞いたが、グラッドストンは首相以外務める意思がないようだった。これを見て組閣を断念したハーティントン侯は4月23日にもグランヴィル伯とともに参内してグラッドストンに大命を与えるべきことを上奏した。女王は渋々ながらグラッドストンに組閣の大命を与えた。
こうしてグラッドストンが再度首相となり、自由党党首職もグラッドストンに譲ることとなった。

### 第二次グラッドストン内閣において

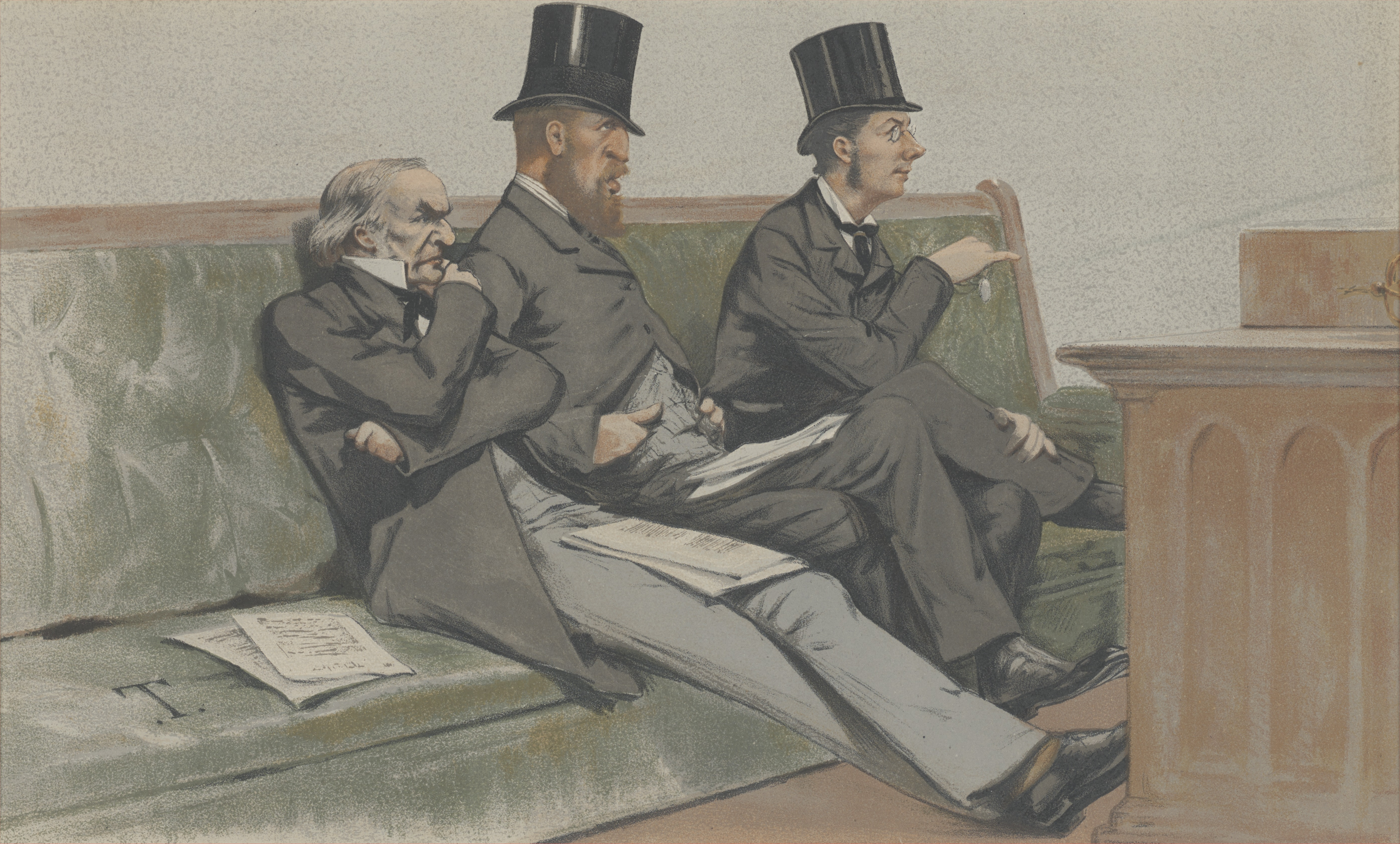
庶民院国務大臣席の戯画。左から首相グラッドストン、インド担当相ハーティントン侯爵、通商相チェンバレン（1880年7月6日の『バニティ・フェア』誌）

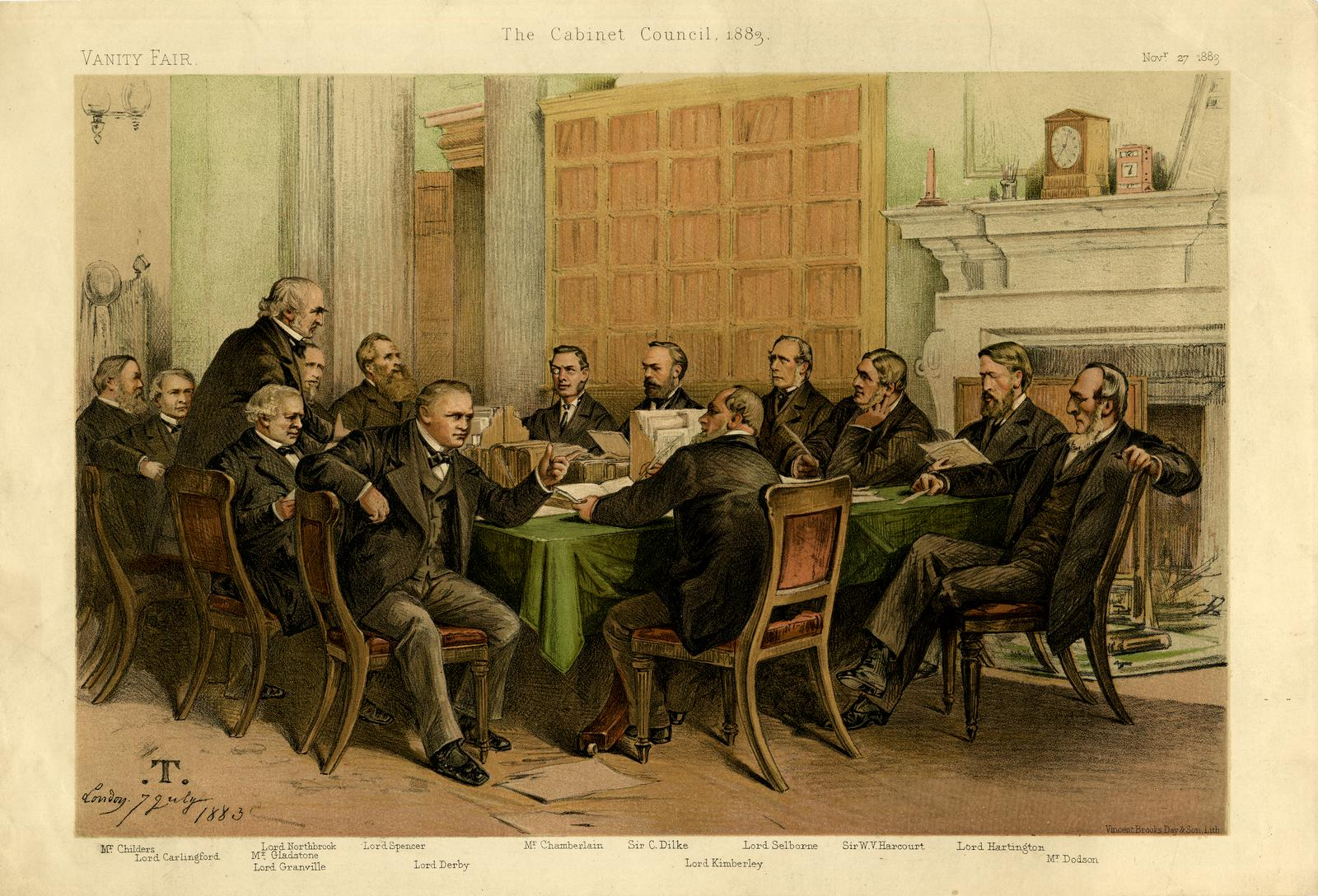
第二次グラッドストン内閣の閣議を描いた絵。右から二人目が陸軍大臣ハーティントン侯爵（1883年11月27日の『バニティ・フェア』誌）。

第二次グラッドストン内閣でははじめインド担当大臣、1882年12月からは陸軍大臣として入閣する。
この第二次内閣においてハーティントン侯爵らホイッグ派はジョゼフ・チェンバレンら新急進派と対立を深めていった。とりわけ先の総選挙でチェンバレンが掲げた農地改革の非公式綱領は、地主貴族の多いホイッグ派には断じて受け入れられない内容だった。このような綱領を党に認めさせようとするチェンバレンのやり口はホイッグ派と急進派の妥協の上に成り立ってきたこれまでの自由党の有り様を否定しているに等しかった。深刻化する党内対立にハーティントン侯爵は「自由党の将来は急進派の物となるだろう。我々ホイッグ派は消滅するか、あるいは保守党に合流することになるだろう」とため息交じりに予言している。またホイッグ派はグラッドストンのミッドロージアン・キャンペーンも「強引な政権奪還」として快く思っていない者が多かったが、ハーティントン侯爵は「グラッドストン首相自身は急進派ではない」として入閣を決意した。
1881年にエジプトで発生したウラービー革命に対しては閣内でただ一人当初からフランスと連携して武力鎮圧すべしと主張していた。これに対して他の閣僚たちはエジプトの宗主国トルコを通じてエジプトに間接的に干渉することを主張した。しかし1882年6月にアレクサンドリアで暴動が発生し、ヨーロッパ人が多数殺害されるとイギリス支配層の意見も硬化し、閣内ではチェンバレンら新急進派がハーティントン侯らホイッグ派と声を合わせて軍事干渉論を主張するようになった。最終的にグラッドストン首相は軍事干渉論の意見を容れ、イギリス単独でエジプト出兵して革命を武力鎮圧して同国をイギリス占領下に置いた。
つづいてエジプト支配下スーダンでイギリスに支配されたエジプトに対する反発が強まり、1882年夏にマフディーの反乱が発生し、1883年9月にイギリス軍大佐ウィリアム・ヒックス率いるエジプト軍がマフディー軍に敗北した。この情勢にグラッドストンはスーダン放棄を決定し、チャールズ・ゴードン少将を現地エジプト軍の撤退の指揮官としてハルトゥームに派遣したが、ゴードンは撤退しようとせず、1884年3月にはマフディー軍に包囲された。これに対して救援軍を送るべきか否かで閣内は分裂した。ハーティントン侯やチェンバレンは援軍派遣を求めたが、グラッドストンは「スーダンに軍隊を派遣することは自由のために戦う人民への征服戦争となる」と述べて反対した。だが7月頃になるとゴードンの深刻な状況がイギリス本国に伝わるようになり、援軍派遣の機運が高まった。ハーティントン侯の説得を受けて、グラッドストン首相も援軍派遣を決定した。ただしこの援軍は間に合わず、1885年1月にハルトゥームは陥落してゴードン将軍も戦死した。これによりグラッドストン政権は激しい批判に晒されることになった。
この間の1884年末に後発資本主義国の海軍増強を懸念した海相ノースブルック伯爵は海軍予算の増額を主張し、ハーティントン侯爵もこれに賛成したが、グラッドストンからは受け入れられず、退けられている。
時限立法であるアイルランド強圧法の期限が迫る1885年、ハーティントン侯爵やアイルランド担当相ジョージ・トレヴェリアンらホイッグ派閣僚たちは強圧法の延長を求め、アイルランド融和派閣僚と対立を深めた。この自由党内閣のグダグダした閣内論争にしびれを切らしたアイルランド国民党のチャールズ・スチュワート・パーネルは保守党との連携に動き、第二次グラッドストン内閣を倒閣し、ソールズベリー侯爵を首相とする保守党内閣が樹立された。

### 自由統一党の結成

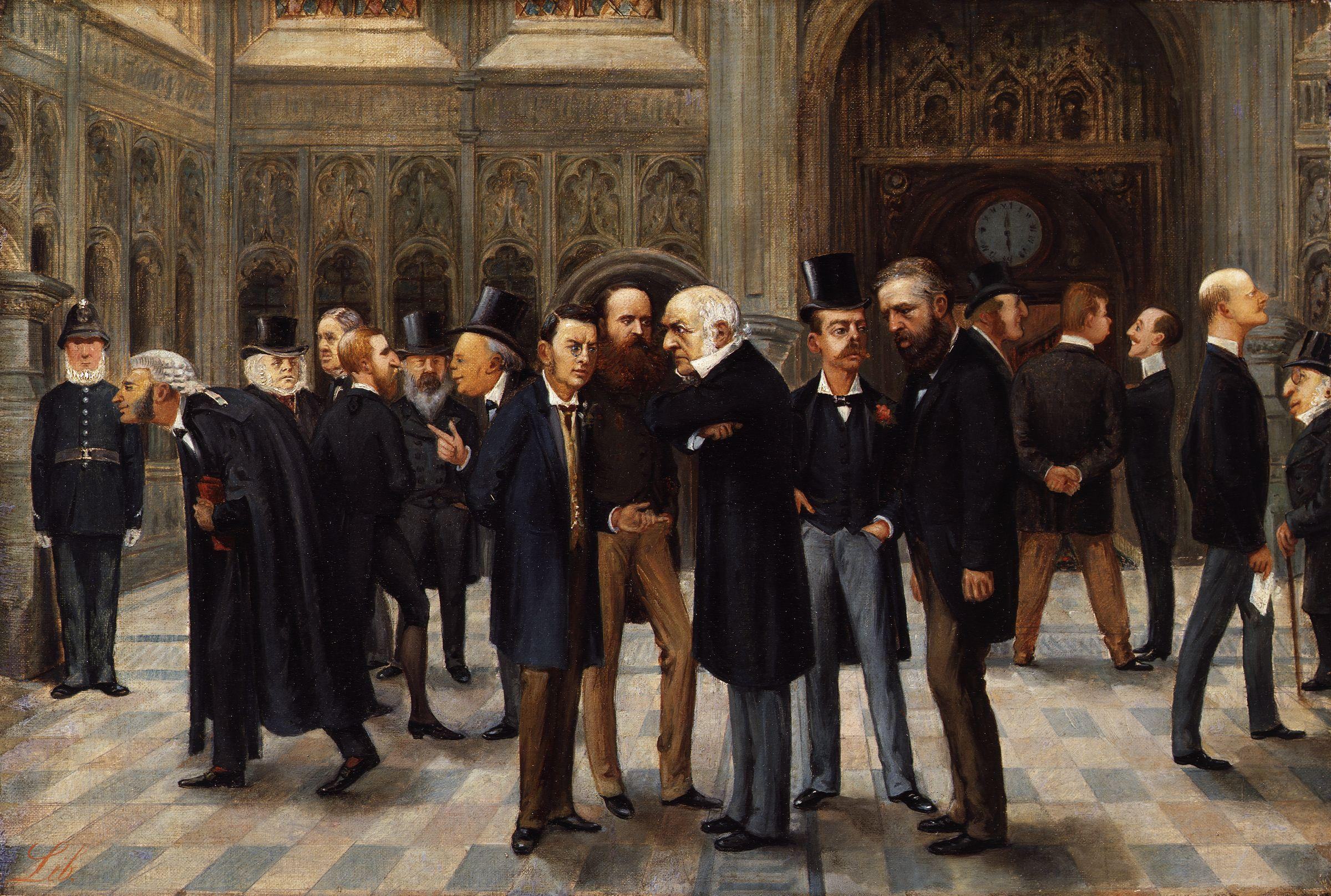
庶民院議場のロビーを描いた戯画。中央の5人のうち右からハーティントン侯爵、ランドルフ・チャーチル卿、グラッドストン、パーネル、チェンバレン。（1886年11月30日『バニティ・フェア』誌）

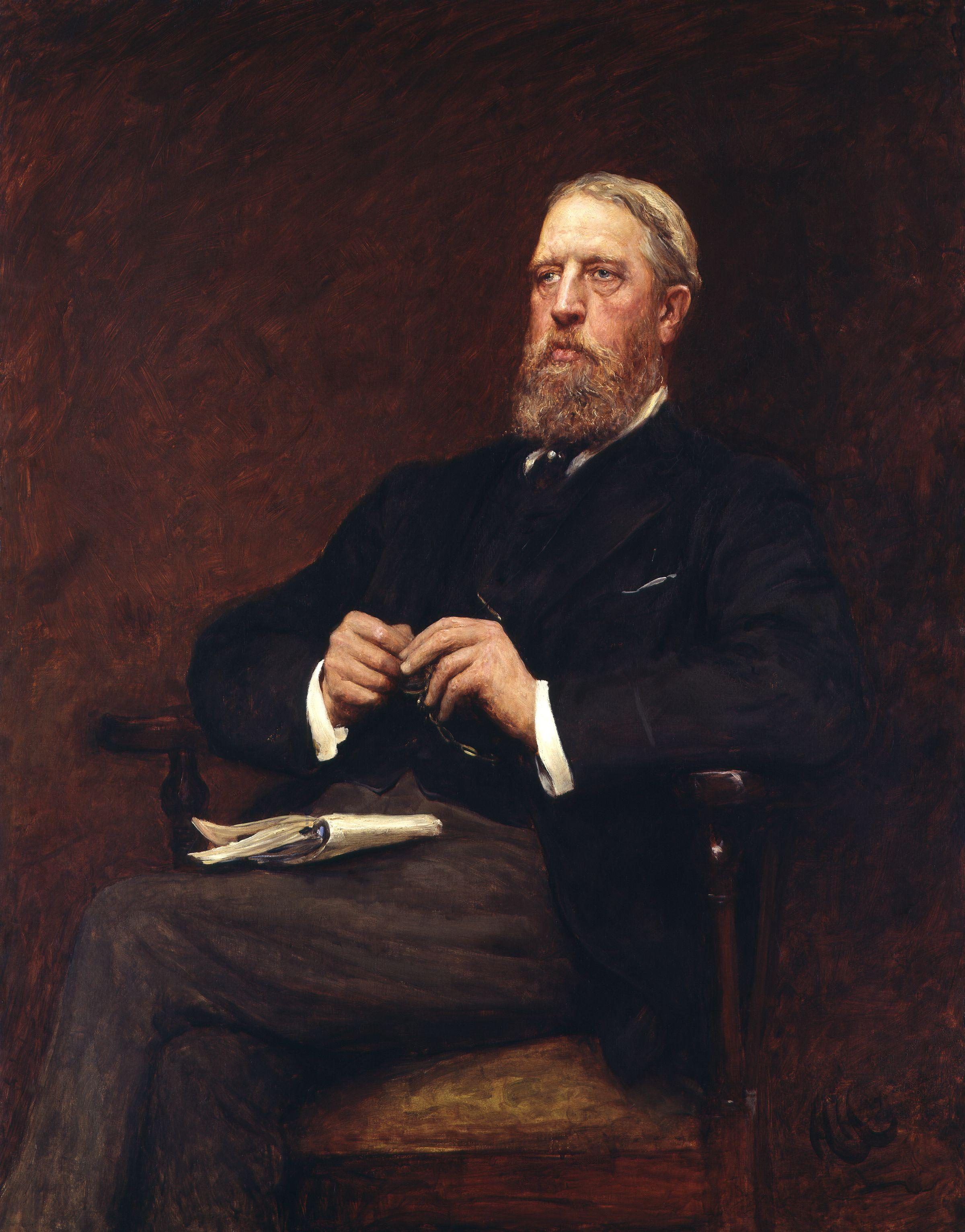
1892年のデヴォンシャー公爵を描いた肖像画（フーベルト・ファン・ヘルコマー画）

第一次ソールズベリー侯爵内閣ははじめアイルランド国民党との連携を重視したが、1885年11月から12月にかけての総選挙で自由党が過半数割れしたことで、アイルランド強圧法の再制定を目指すようになった。これに反発したアイルランド国民党はアイルランド自治に前向きになったグラッドストンとの連携に動き、1886年1月27日の政府の施政方針演説に対する自由党の修正動議に賛成票を投じた。一方ハーティントン侯爵はアイルランド自治に反対し、18名の議員とともにグラッドストンに造反して、この修正動議に反対票を投じた。
しかし修正動議は可決してソールズベリー侯爵内閣は総辞職を余儀なくされ、1886年2月に第三次グラッドストン内閣が成立した。グラッドストンはハーティントン侯爵に入閣を求めたが、彼は「もはや党の統一のために自分の信念への誠実を犠牲にする段階は終わった」と返答して拒否した。新急進派のチェンバレンは自治大臣として入閣したものの、彼もアイルランド自治には慎重であり、結局5月26日には辞職して閣外へ去った。
以降、ハーティントン侯爵とチェンバレンと野党保守党は声を合わせてグラッドストンが提出したアイルランド自治法案を批判した。その結果、同法案は6月8日の庶民院第二読会で否決された。ただホイッグ派も新急進派も分裂しており、採決の際にハーティントン侯爵やチェンバレンに従って反対票を投じた自由党議員は13名にとどまっている。彼らは自由党を離党して新党自由統一党を結成した。同党は庶民院議員をハーティントン侯爵とチェンバレンが二人で指導し、貴族院議員をダービー伯爵が指導する体制を取っていた。
アイルランド自治法案の否決を受けて議会を解散したグラッドストンだったが、1886年7月の総選挙の結果、保守党が316議席、自由党が191議席、アイルランド国民党85議席、自由統一党が78議席をそれぞれ獲得し、グラッドストンは惨敗した。保守党も過半数には届かず、自由統一党がキャスティング・ボートを握ることとなった。
保守党党首ソールズベリー侯爵はハーティントン侯爵に首相の座を譲るので保守党と自由統一党の連立政権を作ろうと申し出たが、ハーティントン侯爵は自由統一党は閣外協力にとどめたいと返答した。依然として新急進派としての主張を取り下げていなかったチェンバレンの自由党帰りを警戒したためという。
1891年12月21日に父の死によりデヴォンシャー公爵位を継承し、貴族院議員に列する。1892年にはガーター勲章の叙勲を受けた。

### 保守党政権下で

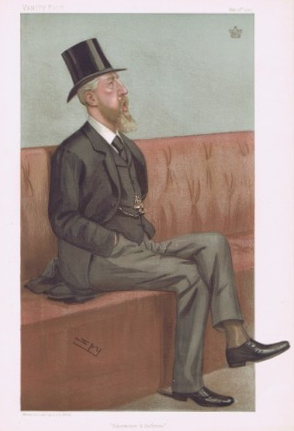
デヴォンシャー公爵を描いた挿絵（1902年5月15日『バニティ・フェア』誌）

1895年6月に第三次ソールズベリー侯爵内閣が成立すると自由統一党と保守党は「統一党（Unionist Party）」を結成して連立政権を組んだ。デヴォンシャー公爵はイギリス枢密院議長として入閣した。
デヴォンシャー公爵は綿工業資本を背景とする人物であるため、清国市場に強い興味を持っており、中国分割において満洲や北中国を勢力圏としていくロシア帝国を危惧していた。バルフォアやチェンバレンとともに対ロシア強硬論を唱え、ドイツ帝国や日本との連携を強化すべしと主張した。
首相がアーサー・バルフォアに変わった後の1903年に起こった関税改革論争では蔵相チャールズ・リッチーらとともに自由貿易派として行動し、チェンバレンの関税改革に反対した。閣内で孤立したチェンバレンは1903年9月21日に植民地大臣を辞して主要工業都市で関税改革の世論を盛り上げる遊説を開始する。折衷的立場をとっていたバルフォア首相は、バランスを取るため1903年10月9日にもリッチーら自由貿易主義閣僚を解任したが、デヴォンシャー公爵については閣内にとどめたがり、慰留にあたった。しかし結局公爵も自由貿易主義者の圧力を受けて枢密院議長職を辞することになった。
一方チェンバレンは自由統一党内で関税改革の支持を獲得していき、そのためデヴォンシャー公爵は1903年10月26日にも「自由統一党協会（Liberal Unionist Association）」総裁職も辞職してチェンバレンにその座を譲ることになった。

### 晩年・死去
1907年にロイヤル・ヴィクトリア勲章を受勲した。1908年3月24日に死去し、エデンサーに葬られた。実子がないため、デヴォンシャー公爵位は甥のヴィクターが継承した。
- ロンドンにあるデヴォンシャー公爵の銅像
- 同左

## 人物

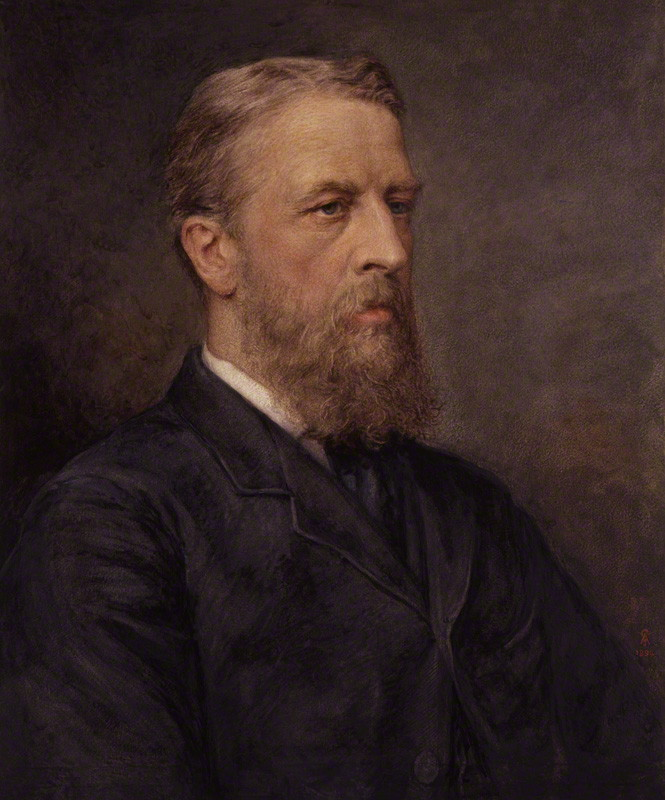
デヴォンシャー公爵の肖像画（ジュリア・アバークロンビー画）

温厚な人格で信望を集めたという。アーサー・バルフォアは「私の知る政治家の中で最も説得力のある演説家だ」「この問題のあらゆる面に精通すべく最善を尽くした人、論理に導かれてある結論に達した人、賛否どちら側の言い分も偽ることのない人である。これ以上誠実な案内役を期待できようか」「いかなる集会でも彼には支配的な立場が与えられた」と評している。『タイムズ』紙も「彼以上に同胞の政治的確信を形成するうえで大きな権威を持っていた人物はいない」と書いている。『ザ・スペクテイター』紙は「（デヴォンシャー公爵が）卑しい動機や利己心から行動していると勘ぐる者は一人としていない。もしそんなことを主張したら、その者は国中から狂人と思われるだろう」と評した。王族からも政府からも頼りにされたが、いつも自分のところに相談が来ることについてデヴォンシャー公爵は「みんな自分が正しいと思うことをすればいいし、私は自分が正しいと思うことをする。みんなだって私に干渉されたくないだろうに」とぼやいたことがあった。
マイペースでのんびり屋なところがあったという。友人たちは「決して腹を立てないが、しょっちゅう退屈していた」「何かにつけて大変呑気に構えていた」と証言している。大事な場で居眠りする癖があった。また国王エドワード7世と食事を共にする約束をすっぽかしたことがあった。自分の演説に退屈することもあり、インド担当大臣として庶民院でインド予算について説明していた際、演説の合間に他の閣僚に「こう単調ではうんざりだよ」と呟いたという。例外的に彼が情熱を示したのは競走馬牧場の運営だったが、彼の馬がダービーで優勝したことはなかった。

## 家族
第7代マンチェスター公爵夫人ルイーザと恋仲になり、マンチェスター公爵も承認の上で交際していた。マンチェスター公爵が死去した後の1892年にルイーザと正式に結婚。このためルイーザは「二重の公爵夫人」と呼ばれた。ルイーザは夫デヴォンシャー公爵を首相にしようという野望に燃えていたが、デヴォンシャー公爵にはその意思はなかった。

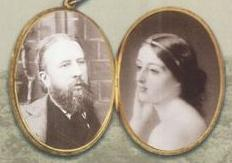
デヴォンシャー公爵と妻ルイーザ

デヴォンシャー公爵家は王国でも二位か三位の座にある大富豪だった。ルイーザが社交好きな性格だったので彼女が公爵夫人となると、同家のパーティーは社交界でも最も豪華と呼ばれるほど盛大なものとなった。とりわけ1897年に女王在位60周年を記念して催した仮装舞踏会はかつてない贅を尽くしたものだった。
弟のフレデリック・キャヴェンディッシュ卿はアイルランド担当大臣在職中に暗殺されている。それがきっかけか他の理由からか定かではないが、デヴォンシャー公爵は常に拳銃を持ち歩いていた。しかもよく無くしたのでその度に拳銃を購入し、デヴォンシャー公爵が死去した時、彼の邸宅からは拳銃が20丁以上も発見されたという。

## 栄典

### 爵位
1891年12月21日の父ウィリアム・キャヴェンディッシュの死去により以下の爵位を継承。
- 第8代デヴォンシャー公爵 (8th Duke of Devonshire)
(1694年5月12日の勅許状によるイングランド貴族爵位)
- 第8代ハーティントン侯爵 (8th Marquess of Hartington)
(1694年5月12日の勅許状によるイングランド貴族爵位)
- 第11代デヴォンシャー伯爵 (11th Earl of Devonshire)
(1618年8月7日の勅許状によるイングランド貴族爵位)
- 第3代バーリントン伯爵 (3rd Earl of Burlington)
(1831年9月10日の勅許状による連合王国貴族爵位)
- ハードウィックの第11代キャヴェンディッシュ男爵 (11th Baron Cavendish of Hardwicke)
(1605年5月4日の勅許状によるイングランド貴族爵位)
- ヨーク州におけるケイリーのケイリーの第3代キャヴェンディッシュ男爵 (3rd Baron Cavendish of Keighley, of Keighley in the County of York)
(1831年9月10日の勅許状による連合王国貴族爵位)

### 勲章
- 1892年、ガーター勲章士（KG）[6]
- 1907年、ロイヤル・ヴィクトリア勲章ナイト・グランド・クロス章（GCVO）[6]

### その他
- 1866年、枢密顧問官（PC）[6]
- 1871年、アイルランド枢密顧問官（英語版）（PC (Ire)）[6]